# 普熱梅希爾圍城戰
普熱梅希爾圍城戰（Siege of Przemyśl）是第一次世界大戰東線上的一場戰役，也是一次大戰中歷時最久的圍城戰，始於1914年9月16日，在10月11日時因奧匈帝國發動反攻而暫時解圍，但俄軍在11月9日捲土重來，直到1915年3月22日攻陷要塞。圍城戰一共持續了133天，但勝利的俄羅斯帝國也無法有效的鞏固勝果。

普熱梅希爾要塞示意圖

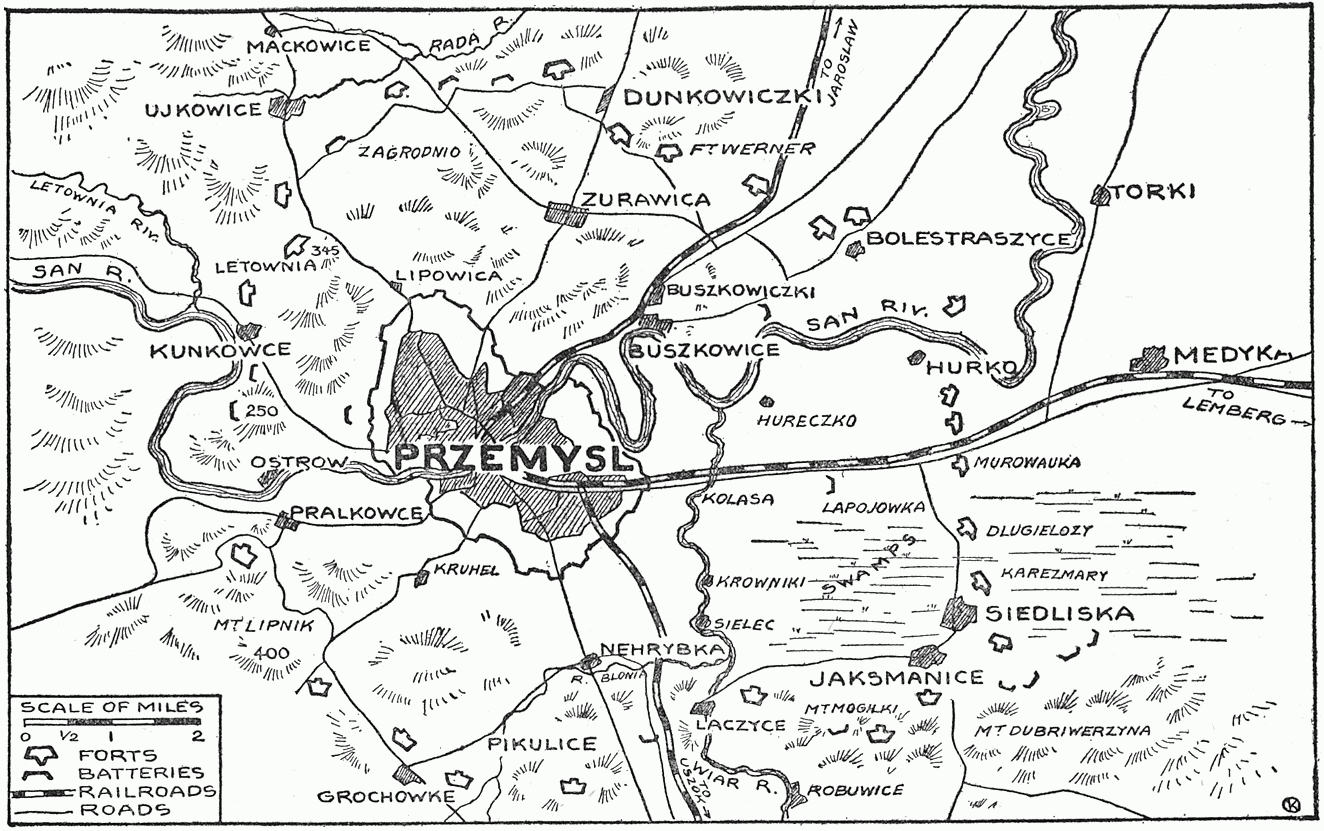
普熱梅希爾與周邊的堡壘群。

## 戰前態勢
普熱梅希爾（波蘭語：Przemyśl）是一座位於桑河畔的城市，也是奧匈帝國在加利西亞的重要據點，城周築有多道防線及要塞。在8月底至9月初的加利西亞戰役中，奧匈帝國先勝後敗，不得不收縮防線，以避免俄軍長驅直入，越過喀爾巴阡山並攻入匈牙利。儘管俄軍在東普魯士遭遇德軍痛擊，但在加利西亞不但擋下了奧匈軍的進攻，甚至攻入奧匈帝國境內150公里，佔領了半個加利西亞。
普熱梅希爾要塞早在1854年便展開修建，進度隨著奧匈帝國與俄羅斯之間的外交關係遞嬗而有所增減，在一次大戰爆發前夕，此處的駐軍只有5個步兵營，加上砲兵及工兵若干。俄軍在9月16日開始向要塞周邊發動攻擊，28日時已將要塞完全包圍，若是這座要塞陷落，俄軍將能突入喀爾巴阡山的隘口，或是向西威脅德國在西里西亞的工業區。
奧匈帝國參謀總長康拉德·馮·赫岑多夫在撤退之際緊急下令加固普熱梅希爾的防禦工事，儘管新接掌奧匈軍第3軍團的斯維托札·博羅耶維奇步兵上將主張撤退以保存實力，但康拉德並不同意，仍要求從倫貝格一線撤下來的第3軍團殘部，連同堡壘守備隊、緊急徵集而來的壯丁，共計約12至15萬人繼續加強防禦，由要塞指揮官赫爾曼·庫斯曼內克中將、匈牙利第23師師長阿爾帕德·陶馬希·馮·弗格拉什中將主持。他們在俄軍攻擊前迅速開挖了長達50公里的壕溝、鋪設總長1,000公里的鐵絲網，構築了7道強化防線。然而，奧匈帝國的守軍士氣低落，來自不同民族的軍民間互不信任，各種軍令甚至得用15種不同的語言發布，斯拉夫裔的官兵更有集體投降的潛在危險。
在俄軍方面，執行包圍行動的是俄軍第3軍團，原指揮官尼可萊·魯茨基步兵上將已升任西北方面軍總指揮，遺缺由原第8軍軍長拉德科·德米特里耶夫中將接任，此人曾擔任保加利亞陸軍副總司令，戰前駐節於俄國，戰爭爆發後隨即加入俄軍。此外，實際負責前線作戰的指揮官則是相當資深的安德烈·塞利凡諾夫步兵上將。

## 戰鬥歷程

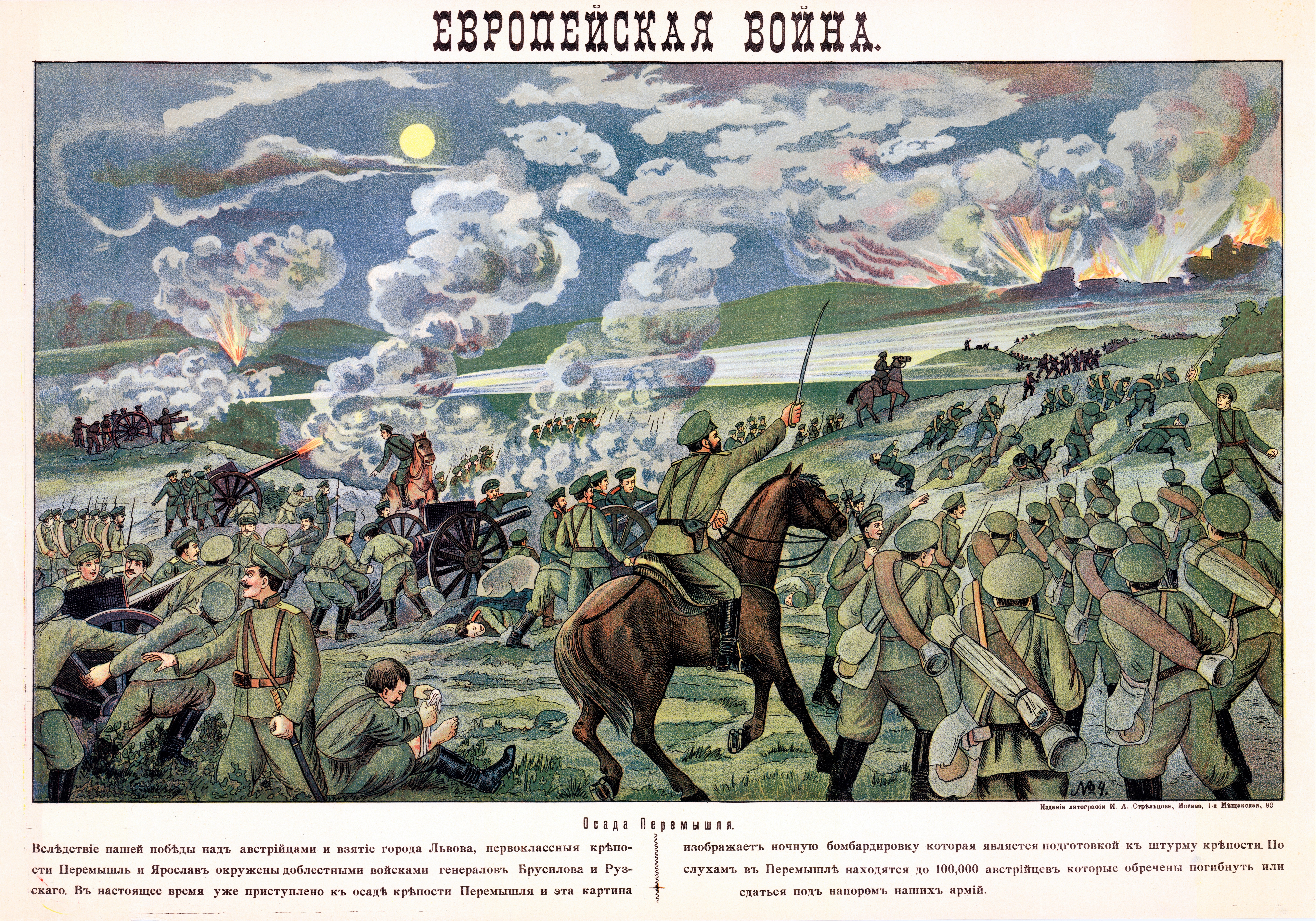
以普熱梅希爾圍城戰為主題的俄國海報，1915年。

### 第一階段
第一波攻堅戰在9月24日展開，德米特里耶夫不待增援的重型火砲與砲彈補給抵達，便下令發動攻擊，以避免博羅耶維奇持續增援。在為期3天的攻勢中，俄軍付出了傷亡40,000人的代價，但要塞仍屹立不搖。此時，北方的德軍在保罗·冯·兴登堡指揮下，由西里西亞向维斯瓦河一線發動攻擊，意在奪取華沙，並減輕加利西亞奧匈軍的壓力；而博羅耶維奇的第3軍團主力也結束休整，即將前來救援普熱梅希爾的要塞守軍。10月11日，德米特里耶夫下令解除包圍，全體退回桑河東岸，以免遭到博羅耶維奇與要塞守軍的夾擊，圍城戰第一階段以俄軍無功而返告終。普熱梅希爾城內在圍城時已出現糧食短缺的危機，因此在暫時解圍後，奧匈軍便遷走了所有的居民，以緩解日益惡化的糧食問題。

### 第二階段
1914年10月底，德軍在维斯瓦河的攻勢失利，被迫退回西里西亞；博羅耶維奇的奧匈第3軍團也放棄了向桑河以東反攻的計畫。俄軍的第二波圍城戰於11月9日開始，由新編成的第11軍團擔任主攻，下轄有3個軍及獨立部隊。第11軍團的指揮官塞利凡諾夫一改德米特里耶夫的積極作風，轉而採取傳統的圍困手段，並以持續的砲擊削弱守軍的抵抗意志。雙方在1914年的冬季仍持續交火，但絕大多數的減員則來自凍傷與疾病；康拉德與博羅耶維奇曾多次試圖解救守軍，但皆功敗垂成。1915年2月，博羅耶維奇的救援行動再次以失敗收場，康拉德只得告知庫斯曼內克，增援部隊已經盡了全力，他們將不再繼續嘗試救援。
1915年3月13日，獲得新一波砲兵支援的俄軍再度發動強攻，成功突破了城市北面的防禦，庫斯曼內克緊急構築了一道臨時防線以阻滯俄軍推進，同時開始銷毀城內僅存的資源，以免遭到俄軍擄獲。19日，庫斯曼內克的突圍嘗試失敗；在別無選擇下，堡壘守軍於3月22日宣布投降，包括庫斯曼內克、陶馬希等9名將官、93位高階參謀、2,500位軍官及殘餘的117,000名官兵全都放下了武器。
在圍城戰中，一些居民的紀錄幸運的保存了下來，一位名為約瑟夫·托曼（Josef Tomann）的醫師被徵召為軍醫，他在日記中指出：「醫院不斷招募十幾歲的少女擔任護士，宣稱她們可以得到每月120克朗的薪資與免費食物，但實際上並不是這麼一回事，絕大多數的少女淪為了軍官甚至軍醫的禁臠，每天都有軍官染上梅毒等性病，這些可憐的女孩們對穿著光鮮制服、皮靴與鈕扣擦得油亮的豬玀們感到極為害怕......」；更多的紀錄則顯示了飢餓與疾病，尤其是霍亂的猖獗。一位家境小康的波蘭婦女海蓮娜·雅布隆斯卡（Helena Jablonska）於日記中寫道：「躲在地下室的猶太婦人們緊張的清理她們的家園，在1915年3月18日，猶太人匆忙的拆下了他們的商店招牌，這樣就沒人知道他們是做什麼的；他們總是靠著壓榨那些可憐的士兵致富，難怪都想逃跑！」。當俄國人在3月入城後，猶太人的命運只會更糟，她又寫道：「哥薩克在猶太教堂前守株待兔，用鞭子抽打他們；在如此絕望的情況下，有些猶太人躲在地窖裡，但哥薩克仍然會將他們搜出來......」。
在兩次圍城期間，仍有不少郵件及明信片（大多是軍用郵件）透過航空方式從城內送出，前後一共有27次。其中一班飛機遭到俄軍逼迫降落，郵件沒收後轉送到聖彼得堡，通過審查後還是寄發了出去。熱氣球（有不少是無人氣球）與信鴿也是可行的通訊方式。

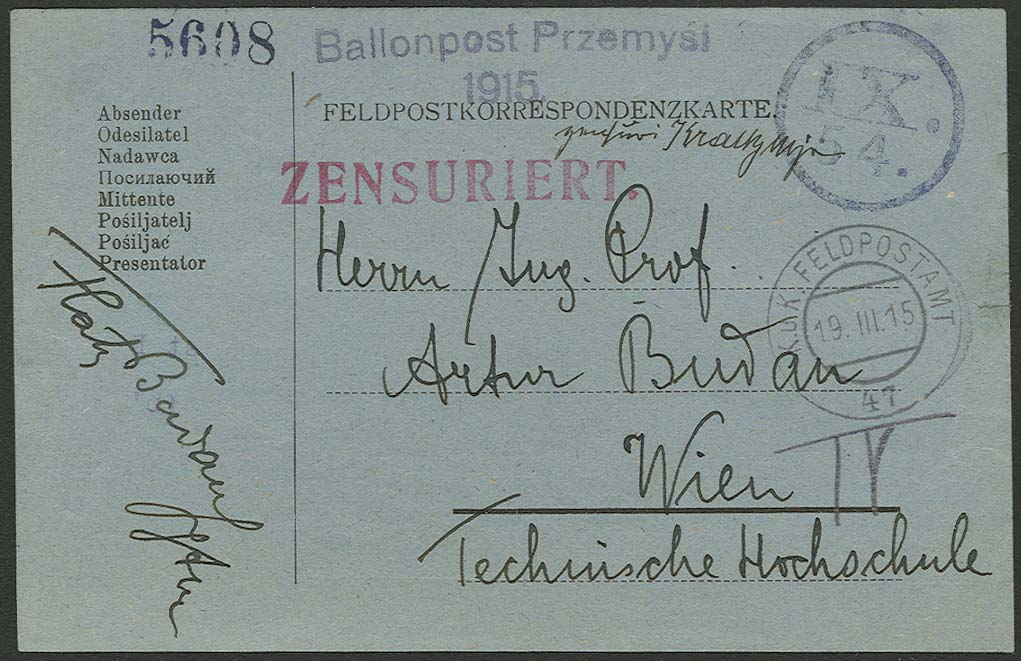
由普熱梅希爾透過熱氣球送到維也納的明信片，1915年。

## 結果與戰後發展

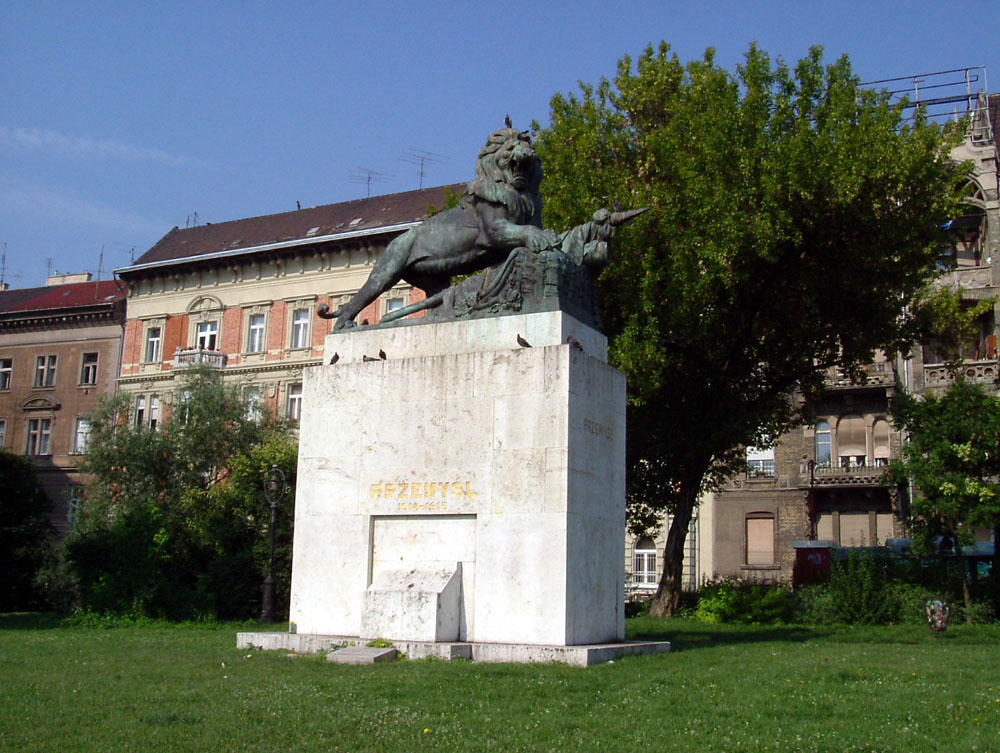
紀念普熱梅希爾圍圍城戰的雕像，位於布達佩斯。

普熱梅希爾陷落後，俄軍對喀爾巴阡山的進攻似乎已箭在弦上，但這種情況卻沒有發生；但對奧匈帝國而言，普熱梅希爾原先預設的駐軍最多是5萬人，但在圍城戰中卻投入了2.5倍的兵力，最終失去了超過11萬官兵，可說是遠超出預期的慘重損失。普熱梅希爾並未被俄國控制太久，1915年5月，德國與奧匈帝國發動了戈爾利采－塔爾努夫攻勢，重創了東線戰場上的俄軍，俄軍被迫執行戰略撤退，奧匈帝國也在1915年10月收復了普熱梅希爾，直到戰爭結束都未再丟失。然而，奧匈帝國從未由1914至1915年間的潰敗中恢復，除了在加利西亞，喀爾巴阡山的冬季作戰也造成了80萬人的傷亡（主要仍是凍傷與疾病，而非戰鬥），與倫貝格、普熱梅希爾等地的損失合計已超過百萬。儘管俄軍的損失相當，但俄國的兵員相對充足，奧匈帝國則無法恢復戰力，他們在1915年起便須仰賴德國的協助，才能對抗俄軍。
對俄軍而言，儘管奪下了普熱梅希爾，但他們在對克拉科夫，以及進軍喀爾巴阡山的企圖皆以失敗收場，徒留慘重的損失，在東線戰場上也出現了停滯。德國方面絕不樂見奧匈帝國繼續潰敗，德軍已在1914年12月佔領了羅茲，為西里西亞取得戰略縱深後，注意力又再度轉回西線。但康拉德·馮·赫岑多夫以退出戰爭作為要脅，迫使德國參謀總長法肯漢因讓步，再從西線抽調兵力協助奧匈軍反攻，便是1915年的戈爾利采－塔爾努夫攻勢。

## 註腳
1. 1 2   [account of Przemyśl]. Budapest, Hungary: Huszadik század. April 1915  [2 August 2011]. （原始内容存档于2014-11-24） （匈牙利语）.
2. ↑   [Przemyśl has been fully liberated]. Budapest, Hungary: Huszadik század. October 1914  [2 August 2011]. （原始内容存档于2014-01-29） （匈牙利语）.
3. ↑  A War in Words, p.69, Svetlana Palmer & Sarah Wallis, Simon & Schuster 2003
4. ↑  A War in Words, p.70, Svetlana Palmer & Sarah Wallis, Simon & Schuster 2003
5. ↑  Rothenburg, G. The Army of Francis Joseph. West Lafayette: Purdue University Press, 1976. p 185.
6. ↑  Rothenburg 1976，第185頁.
7. ↑  A War in Words, p87-88
8. ↑  Kupiec-Weglinski, Jerry. . Airpost Journal (Mineola, NY: American Air Mail Society). December 2009, 80 (12): 494–509. ISSN 0739-0939.
9. ↑  , New York Times, 1914-11-29: 2  [2019-05-22], （原始内容存档于2021-03-08）
10. ↑  Tucker, Spencer. "World War I: A Student Encyclopedia". ABC-CLIO Publishing. 2005. Page 349.
11. ↑  A War in Words, p.93

## 延伸閱讀
- Written in Blood: The Battles for Fortress Przemysl in WWI by Graydon A. Tunstall, 2016, Indiana University Press